# Кларенца
Кларенца (Кларенция, Гларенца, греч. Γλαρέντζα, итал. Chiarenza) — главный порт Ахейского княжества в Элиде на Пелопоннесе, поблизости от современного порта Килини в Греции. В эпоху франкократии до завоевания Османской империей один из важнейших городов на Пелопоннесе. Купцы Ионии и Леванта широко пользовались мерами и монетами Кларенцы. Старшие сыновья ахейских князей носили титул герцога Кларенцы. Порт был окружён рвом и стенами, охватывал значительную территорию (9000 м²). Толщина стен доходила до 2 м, но они были построены из весьма непрочного материала — брикетов необожжённого кирпича на каменном цоколе. В 1428 году, захватив город, византийский император Константин XI Палеолог повелел разрушить стены, чтобы оборонительные укрепления Кларенцы не использовались пиратами.

Турские гроши Кларенцы
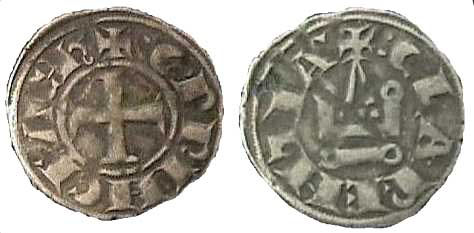
Гильома II де Виллардуэна
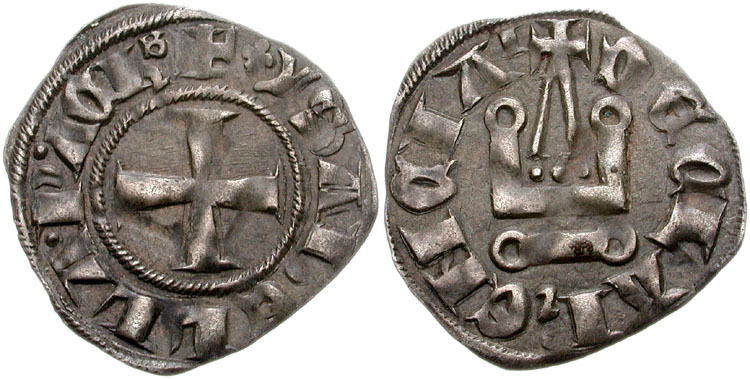
Изабеллы де Виллардуэн
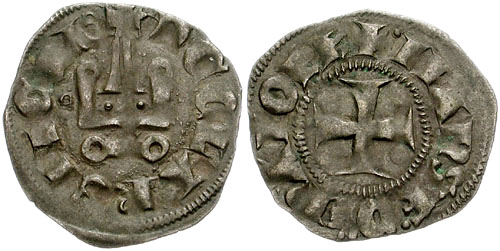
Фернандо Мальоркского